# Гершберг, Осип Абрамович
Осип Абрамович Ге́ршберг (1895 — ? (после 1974)) — советский учёный в области бетона и железобетона, доктор технических наук, профессор, лауреат Сталинской премии второй степени (1952).

## Биография
С середины 1920-х годов в составе группы учёных и инженеров участвовал в восстановлении промышленности производства бетона, пришедшей в упадок после Второй мировой и Гражданской войны.
Работал в Центральной лаборатории треста «Строитель» Наркомстроя и в МИСИ, где в 1949 году был одним из организаторов кафедры технологии вяжущих веществ и бетонов.
Утверждён в учёной степени доктора технических наук на основании защиты 29 июня 1959 года в Совете Московского инженерно-строительного института им . Куйбышева диссертации:
- Технология бетонных и железобетонных изделий : диссертация … доктора технических наук : 05.00.00. — Москва, 1957. — 318 с. : ил.; 26x18 см.

В 1936 году американский инженер Карл Биллнер (Karl Paul Billner) предложил вакуумирование бетонной смеси, получил патент на способ отливки бетонных изделий с применением разрежения. Этот патент в 1944 году был передан СССР по ленд-лизу.
Гершберг, имевший публикации по этой теме (Вакуумбетон / О. А. Гершберг, А. Е. Десов, А. Е. Итин. -М. : Стройиздат, 1940. — 116 с.), возглавил работу по улучшению технологии, изобретённой американцем. В результате вакуумирования из бетонной смеси удалялись воздух и вода, что повышало прочность готовых изделий.
Последняя публикация датируется 1974 годом.

## Признание
- Сталинская премия второй степени (1952) — за разработку и внедрение в строительство гидротехнических и промышленных сооружений метода вакуумирования бетона (в составе коллектива)

Сочинения
- Производство бетонных работ [Текст] / О. А. Гершберг, А. М. Холмогоров. — М. : Стройиздат, 1937. — 145 с.
- Вакуумбетон / О. А. Гершберг, А. Е. Десов, А. Е. Итин. -М. : Стройиздат, 1940. — 116 с.
- Вакуумирование бетона в монолитных конструкциях / О. А. Гершберг. — М. : Стройиздат, 1952. — 60 с.
- Гершберг О. А. Технология бетонных и железобетонных изделий. — М.: Стройиздат, 1965. — 327 с.
- Бетонные работы [Текст] : Учебник для курсов техминимума / инженеры И. Г. Совалов и О. А. Гершберг. — Москва ; Ленинград : Госстройиздат, 1940 (Смоленск). — 184 с. : ил. и черт.; 22 см. — ([Технический минимум] / Всес. н.-и. ин-т орг-ции строит-ва «Гипрооргстрой»).
- Бетонные работы [Текст] : Утв. ГУУЗ НКТП в качестве учебника для курсов техминимума / Инж. И. Г. Совалов, инж. О. А. Гершберг ; Под ред. Гипрооргстроя. — Москва ; Ленинград : Онти. Глав. ред. строит. лит-ры, 1936 (М. : 1 журн. тип. Онти). — Переплет, 270 с. : ил.; 22х15 см. — (Технический минимум).
- Технология бетонных и железобетонных изделий Изд. 3, перераб. и доп. … 1971. 360 с.
- «Производство строительных изделий и конструкций» / О. А. Гершберг -. М.: МИСИ,1967.- 137с.

Жена — Раиса Самойловна Гершберг (Баран). Дочь — Екатерина Теплинская (р. 17.05.1933).